# Cliff Bole
Clifford John „Cliff“ Bole (9. listopadu 1937 San Francisco, Kalifornie – 15. února 2014 Palm Desert, Kalifornie) byl americký režisér, podílel se na mnoha amerických a kanadských televizních seriálech. Režíroval například epizody seriálů The Six Million Dollar Man, Charlieho andílci, V, Pobřežní hlídka, Akta X, Star Trek: Nová generace, Star Trek: Stanice Deep Space Nine a Star Trek: Vesmírná loď Voyager. Ve světě Star Treku byla po něm pojmenována fiktivní mimozemská rasa, Boliané.